# Такуја Ониши
Такуја Ониши (јап. 大西 卓哉) јапански је астронаут. Јапанска агенција за истраживање ваздухопловства и свемира изабрала га је за астронаута 2009. године. Први пут полетео је у свемир у 7. јула 2016. руском летелицом Сојуз МС-01 и боравио на МСС као члан Експедиција 48/49 у трајању од 115 дана.
У слободно време воли да свира саксофон.